# British Columbia Highway 41
Mit einer Länge von nur 1,2 km stellt der British Columbia Highway 41 die kürzeste Autobahn in British Columbia da. Er bildet eine Verbindung der Washington State Route 21 mit dem Highway 3, dem Crowsnest Highway. Als erster Ort südlich der Grenze zwischen Kanada und den Vereinigten Staaten befindet sich Danville, Washington. Der BC-Highway selbst verläuft innerhalb der Ortsgrenze von Carson.